# 2Pac Live
2pac Live је први Тупаков албум уживо који је изашао 6. августа 2004. године.